# Ápeiron

Símbolo de la infinidad.

Ápeiron (ἄπειρον) es un término usado en filosofía, por Anaximandro de Mileto, para referirse al principio u origen (arché) de todas las cosas, identificando este primer principio con lo «indefinido» o «ilimitado». Consideraba que el principio constitutivo de las cosas era el ápeiron, que no es agua, ni tierra, ni fuego, ni aire; no tiene forma concreta, es infinito. El cosmos nace, se desarrolla y perece en el seno de ese "ápeiron".

Entre los que dicen que es uno, en movimiento e infinito, Anaximandro de Mileto, hijo de Praxíades, que fue sucesor y discípulo de Tales, dijo que el principio y elemento de todas las cosas existentes era lo ápeiron [indefinido o infinito], y fue el primero que introdujo este nombre de «arché» o principio. Afirma que este no es un elemento material ni ningún otro de los denominados elementos, sino alguna otra naturaleza ápeiron, a partir de la cual se generan todos los cielos y los mundos que hay en ellos. Ahora bien, a partir de donde hay generación para las cosas, hacia allí también se produce la destrucción, «según la necesidad; en efecto, se pagan mutuamente culpa y retribución por su injusticia, de acuerdo con la disposición del tiempo», hablando así de estas cosas en términos más bien poéticos.
Simplicio.

## Etimología
La palabra es la transcripción del griego τὸ ἄπειρον (ápeiron «sin límites», «sin definición»; de α- «no» y πεῖραρ «límite»). En su sentido etimológico, el a-peiron es lo que no puede limitarse, y por lo mismo, no tiene forma, no es definible. Ápeiron significa lo indefinido, lo indeterminado, lo que no tiene fin.

## Uso
Es un concepto introducido por Anaximandro para designar la materia infinita, indeterminada, que para él era el  principio y final de todo (arché). Es una modificación respecto al primer arché conocido en la filosofía, impuesto por Tales de Mileto, que afirmaba que el origen de todo en la naturaleza era el agua.
Según Anaximandro el ápeiron es inmortal e indestructible, inengendrado e imperecedero, pero de él se engendran todas las cosas. Todo sale y todo vuelve al ápeiron según un ciclo necesario. De él se separan las sustancias opuestas entre sí en el mundo y cuando prevalece la una sobre la otra, se produce una reacción que restablece el equilibrio «según la necesidad, pues se pagan mutua pena y retribución por su injusticia según la disposición del tiempo».
Para los pitagóricos, el ápeiron es un principio sin forma, sin límite y junto con su contrario —el «límite»— constituye la base de todo lo existente. Este ápeiron es la unidad matemática, la cual confundieron con la unidad geométrica, ya que para ellos era difícil pensar aún en conceptos abstractos, y por eso creyeron que el número era la sustancia material.[cita requerida]